# Nouga
Nouga is een gemeente (commune) in de regio Koulikoro in Mali. De gemeente telt 11.000 inwoners (2009).